# NK Donja Kupčina
NK Donja Kupčina nogometni je klub iz Donje Kupčine.

## Povijest
Nogometni klub Donja Kupčina osnovan je 1998. godine.